# Чухлинская
Чухлинская — деревня в Аларском районе Усть-Ордынского Бурятского округа Иркутской области. Входит в состав муниципального образования «Аляты».

## География
Деревня находится на расстоянии 36 км к юго-западу от посёлка Кутулик, административного центра района. Абсолютная высота — 556 м над уровнем моря.

## Население
| 2002 | 2010 | 2011 | 2012 |
| ---- | ---- | ---- | ---- |
| 61   | ↘40  | →40  | →40  |

## Улицы
В деревне имеется одна улица — Зелёная.